# Álvaro Vázquez
Álvaro Vázquez García (* 27. dubna 1991, Barcelona, Španělsko) je katalánský fotbalový útočník, který v současné době hraje v klubu Getafe CF.

## Reprezentační kariéra
Álvaro Vázquez působil v mládežnických reprezentacích Španělska.
Se španělskou reprezentací do 20 let se zúčastnil Mistrovství světa hráčů do 20 let 2011 v Kolumbii, kde jeho tým vypadl ve čtvrtfinále proti Brazílii až v penaltovém rozstřelu. Vázquez vstřelil na tomto turnaji 5 branek (stejně jako Brazilec Henrique Almeida Caixeta Nascentes a Francouz Alexandre Lacazette) a za to bral „stříbrnou kopačku“.

S týmem do 21 let vyhrál Mistrovství Evropy hráčů do 21 let 2013 v Izraeli, kde mladí Španělé porazili ve finále Itálii 4:2.